# Luísa Tomás
Luísa Macuto Tomás, née le 24 mars 1983 à Luanda, est une joueuse angolaise de basket-ball. 

## Biographie
Elle est médaillée de bronze aux Jeux africains de 2007 et aux Jeux africains de 2015 et médaillée d'argent aux Jeux africains de 2011.